# Agnès Ogier
Agnès Ogier, née Biscarrat le 23 juin 1966, est une dirigeante d'entreprise française. Elle est actuellement directrice de la business unit « Services Ferrés » au sein de la RATP. 
Elle est annoncée à ce poste en mai 2022 par la présidente-directrice générale du groupe RATP, Catherine Guillouard.
De 2020 à 2022, elle est directrice de l'axe TGV Atlantique au sein de la SNCF. Auparavant, elle a été directrice générale de Thalys de 2014 à 2018 puis directrice générale image et communication du groupe SNCF entre 2018 et 2020, ayant succédé à Mathias Vicherat.

## Carrière

### Formation
Agnès Ogier est diplômée de l’École centrale Paris, promotion 1990.

### Dans le secteur des télécoms
Après avoir commencé sa carrière dans le conseil en stratégie (au sein du cabinet Booz Allen Hamilton), elle rejoint SFR en 1992 dans le contexte de l’ouverture à la concurrence du marché des télécoms. Elle y dirige notamment la tarification et le yield management (en 1995) avant de prendre la direction stratégie et produits d’entreprise de SFR Business Team.

### Au sein du groupe SNCF
En septembre 2010, Agnès Ogier rejoint le groupe SNCF en tant que directrice marketing de la branche SNCF Voyages, présidente d’IDTGV, CRM Services et Ecolutis. Elle pilote notamment le lancement de plusieurs innovations dont le service low-cost Ouigo en 2013,, le service de réservation de VTC « iDCab » en 2012, ou encore la dématérialisation du programme de fidélité voyageur.

### À la tête de Thalys
Agnès Ogier est nommée le 1er décembre 2014 directrice générale de Thalys International.
Elle y conduit la transformation de la société en entreprise ferroviaire de plein exercice, dans le contexte de l’ouverture à la concurrence du transport ferroviaire international de voyageurs.
Le 1er avril 2016, elle lance l’offre low-cost IZY entre Paris et Bruxelles,,.
En 2017, elle entreprend la refonte de l’offre, dans un contexte d’accroissement de l’activité (7 millions de voyageurs et 500 millions d’euros de chiffre d’affaires),.
En juin 2018, elle présente un projet de rénovation du design des trains Thalys, conçu avec Axel Enthoven et Matali Crasset. 
Elle annonce en parallèle de nouvelles dessertes à destination de Marne-la-Vallée et Bordeaux, pour 2019,,.

## Responsabilité sociale d’entreprise

### Émissions de CO2
Agnès Ogier a fait réduire les émissions de dioxyde de carbone de Thalys en se fournissant en énergies renouvelables, en privilégiant le bio, le végétarien et la pêche durable à bord des trains, en subventionnant le déplacement à vélo de ses salariés et en sensibilisant ses conducteurs à l’éco-conduite. L’objectif initial de réduction des émissions de 40% en 2020 a été atteint en 2017 (-46%),.

### Lutte contre l’homophobie
En 2015, à la suite de l’intervention d’Agnès Ogier, un agent prestataire qui avait empêché un couple de femmes de s’embrasser sur un quai de la Gare du Nord a été sanctionné,.

### Attaque du Thalys du 21 août 2015
Après l’attentat du train Thalys le 21 août 2015, elle autorise Clint Eastwood à tourner son film The 15 :17 to Paris dans des conditions identiques à celles de l’attaque (tournage dans un Thalys, période de l’année…) et décide de reverser les droits cinématographiques perçus à deux associations agissant en faveur de la cohésion sociale : le fonds du 11 janvier en France et la Fondation du Roi Baudouin en Belgique.

## Autres mandats et fonctions
- Membre de l’Alliance Européenne des opérateurs ferroviaires de grande vitesse (Railteam)
- Membre de l’UIC, de la CER et de l’UTP
- Membre du Club des Femmes Dirigeantes
- Membre du Club L Benelux[22]

## Prix et distinctions
Agnès Ogier est chevalier de la Légion d’honneur.

## Vie personnelle
Agnès Ogier est mariée et mère de trois fils. Elle partage depuis 2015 sa vie entre Paris et Bruxelles.